# 合葉並盾介殼蟲
合葉並盾介殼蟲（学名：Pinnaspis uniloba）为盾介殼蟲科并盾介殼蟲屬下的一个种。